# Emory S. Land (Schiff)
Die Emory S. Land (AS-39) ist das Typschiff der Emory-S.-Land-Klasse, der neuesten U-Boot-Tender-Klasse der United States Navy. Das Schiff wurde nach Admiral Emory S. Land benannt.

## Geschichte
Die Emory S. Land war der erste U-Boot-Tender-Neubau seit der L.-Y.-Spear-Klasse. Sie wurde entwickelt, um die Boote der damals neuen Los-Angeles-Klasse zu unterstützen und zu versorgen. Sie wurde 1976 bei der Lockheed Shipbuilding and Construction Company auf Kiel gelegt und lief im Mai 1977 vom Stapel.
Das Schiff versorgt die Besatzungen der U-Boote mit Ausrüstung, Nahrung, Konsumgütern, medizinischer Betreuung, marineinterner rechtlicher und verwaltungstechnischer Betreuung und Post. Das Schiff hat alle nur erdenklichen Versorgungs- und Reparatureinrichtungen einschließlich verschiedener Geschäfte, in denen die U-Boot-Besatzungen einkaufen können.
Im September 1980 wurde die Emory S. Land der Pazifikflotte unterstellt, um als Teil der Indian Ocean Battle Group zu dienen. Im Juli 1986 fungierte es als Schiff des Officer in Tactical Command für vier US-Kriegsschiffe und fünf weitere Schiffe befreundeter Seestreitkräfte bei der Verlegung eines multinationalen Verbandes von den Virginia Capes in den New Yorker Hafen. Während dieser Operation nahm sie am Naval Review im Rahmen der Feierlichkeiten des Fourth of July Statue of Liberty Rededication teil. Im August 1987 diente die Emory S. Land als taktisches Einsatzzentrum und Kommunikationsbasis des Submarine Squadron Eight und Submarine Squadron Six bei verschiedenen Manöverszenarien, sowohl in Überwasserkampfgruppen als auch als Unterstützer der U-Boot-Kampfgruppen.
1986 unternahm das Schiff eine 182-tägige Seereise, bei der es den Erdball einmal umrundete und 26.011 Seemeilen zurücklegte. Während dieser Reise besuchte es die Häfen in Lissabon (Portugal), Neapel, (Italien), Port Said (Ägypten), Maskat (Oman), Fremantle (Australien) und Rodman (Panama). Währenddessen diente es 92 Tage festverankert im Arabischen Golf als Tender für die Joint Task Force Middle East und die dort operierenden Flugzeugträgerkampfgruppen.
1993 diente das Schiff dem Commander, Submarine Group Two als Flaggschiff während seines Besuchs in Boston und fungierte als Unterkunft für den Oberbefehlshaber der russischen Nordflotte bei dessen Besuch.
Das Schiff war als einzige permanent der Submarine Force, U.S. Atlantic Fleet unterstellte Einheit in La Maddalena (Italien) von 1999 bis 2007 stationiert. Ab dem 30. September 2007 war die USS Emory S. Land (AS-39) in Bremerton stationiert, einer Anlage der Naval Base Kitsap im US-Bundesstaat Washington. Seit August 2010 ist sie auf Diego Garcia stationiert.
Anfang 2010 wurde ein Teil der militärischen Besatzung durch zivile Seeleute ersetzt. Zusammen mit der La Jolla besuchte die Emory S. Land im April 2011 Goa.

## Auszeichnungen
Die USS Emory S. Land erhielt zahlreiche Einheitenauszeichnungen, so zweimal die Meritorious Unit Commendation, die Navy Expeditionary Medal, die Armed Forces Expeditionary Medal und vier Battle Efficiency Awards. Des Weiteren wurde gewann die Einheit die Auszeichnung Captain Edward F. Ney Memorial for Large Ship Food Service Excellence in den Jahren 1985 und 1995.